# Entrop
Entrop war eine niederländische Fahrrad- und Automarke.

## Unternehmensgeschichte
Das Unternehmen ’s-Gravemoersche Rijwielen- en Motorrijwielenfabriek in ’s Gravenmoer stand unter der Leitung von Marinus Entrop. Ab 1906 wurden Fahrräder hergestellt. 1909 begann die Produktion von Automobilen. Im gleichen Jahr endete die Produktion. Von den lediglich vier hergestellten Automobilen wurden zwei innerhalb der Niederlande verkauft, eines nach Brasilien und eines nach Niederländisch-Indien.

## Fahrzeuge

### Dreirad
Das Unternehmen stellte Dreiräder her, bei denen sich das einzelne Rad vorne befand. Für den Antrieb sorgte ein luftgekühlter Motor, der hinter dem einzelnen Vorderrad montiert war. Zur Wahl standen ein Einzylindermotor mit 417 cm³ Hubraum und ein Zweizylindermotor mit 813 cm³ Hubraum. Das Gewicht betrug 400 kg. Zum Lenken diente eine Hebellenkung.

### Vierrad
Das vierrädrige Modell war luxuriöser als das Dreirad und konnte mit einem Standard-Lenkrad ausgerüstet werden.